# Tevrizskij rajon
Il Tevrizskij rajon (in russo Тевризский район?) è un rajon dell'Oblast' di Omsk, nella Russia asiatica; il capoluogo è Tevriz. Istituito nel 1924, ricopre una superficie di 9.800 chilometri quadrati e consta di una popolazione di circa 16.000 abitanti.